# Carlo Bernardini
Carlo Bernardini (Lecce, 22 aprile 1930 – Roma, 21 giugno 2018) è stato un fisico e divulgatore scientifico italiano.
Nei primi anni sessanta collaborò alla realizzazione del primo sincrotrone, realizzando, insieme ad altri fisici del laboratorio dell'INFN di Frascati, la costruzione dell'anello di accumulazione AdA, sotto la supervisione di Bruno Touschek.
Oltre ad apprezzati e validi testi specialistici, ha scritto diverse opere di divulgazione scientifica, oltreché saggi a sfondo politico e sociale sull'utilizzo delle conoscenze scientifiche nella società moderna. Nel 1976 è anche stato eletto, come indipendente del Partito Comunista Italiano, al Senato nella VII Legislatura, occupandosi di pedagogia scientifica e dirigendo, assieme a Lucio Lombardo Radice, la rivista Riforma della Scuola. Fino al dicembre 2013, è stato anche direttore della rivista scientifica Sapere.

## Biografia
Dopo aver conseguito il diploma al liceo classico "Palmieri" di Lecce, due anni in anticipo, nel 1947 si trasferisce, per gli studi universitari, a Roma, dove si laurea in fisica il 19 marzo 1952 presso l'Università degli Studi di Roma "La Sapienza", sotto la guida di Bruno Ferretti. Entra poi in contatto con Enrico Persico, con cui lavorerà, per qualche anno, come assistente, tenendo sia regolari corsi di lezioni all'Università che partecipando alle pionieristiche ricerche sui raggi cosmici e la costruzione delle prime macchine acceleratrici di particelle elementari. Quindi, lavora con Gilberto Bernardini, presso l'INFN, al progetto per la costruzione di un elettrosincrotrone che, subito dopo, presso il Laboratorio Nazionale dell'INFN di Frascati, si concretizzerà con la realizzazione prima dell'anello di accumulazione "AdA" (nel 1960), poi dell'acceleratore di particelle "ADONE" (nel 1961), realizzati entrambi grazie allo strenuo lavoro ed alle geniali intuizioni del cosiddetto "gruppo del sincrotrone", formato, tra gli altri, da Giorgio Salvini, Bruno Touschek, Persico e lo stesso Bernardini.
Dal 1969 al 1971 ha insegnato Struttura della Materia all'Università di Napoli, quindi, dal 1972, come ordinario a "La Sapienza" di Roma, dopo aver insegnato Istituzioni di Fisica Nucleare, ha retto, dal 1979 in poi, la cattedra di Modelli e Metodi Matematici della Fisica, nonché, dal 1972 al 1974, è stato anche preside della Facoltà di Scienze Matematiche, Fisiche e Naturali. Nel 2006, la nomina a professore emerito. I suoi principali ambiti di ricerca sono stati lo studio dei raggi cosmici, la fisica delle macchine acceleratrici, quindi, dalla fine degli anni '70 in poi, la fisica matematica e le sue problematiche fisiche, dedicandosi altresì alla storia e la didattica della fisica e delle scienze in generale. Nel 1976, si è candidato al Senato della Repubblica Italiana come indipendente del Partito Comunista, venendo eletto in un collegio elettorale romano.
In seguito a questa sua esperienza politica, ha iniziato anche un'attività di "opinionista", intervenendo su vari giornali in merito a temi sociali e, ovviamente, scientifici: ha appoggiato varie campagne di informazione, fra cui quella per il disarmo atomico - condivisa da altri fisici italiani dell'epoca, riuniti sotto la sigla USPID (Unione Scienziati Per Il Disarmo, di cui lo stesso Bernardini è stato uno dei fondatori) - ed esprimendo parere favorevole all'introduzione e alla produzione di energia nucleare in Italia. Nonostante ciò, la sua battaglia non riuscì a cambiare le sorti del relativo referendum sul nucleare del 1987, per effetto del quale l'Italia, nel 1988, abbandonò definitivamente il ricorso all'energia nucleare. In questo stesso periodo, Bernardini assunse anche la direzione della rivista scientifica e di divulgazione Sapere, incarico che ha ricoperto fino al 2013, scrivendo al contempo numerosi libri, specialistici e di divulgazione scientifica.
Tra le altre opinioni di cui si fece portavoce, Carlo Bernardini si è più volte dichiarato esplicitamente ateo e ha promosso l'ateismo come posizione filosofica sul tema della religione.

## Opere

### Testi specialistici
- Fisica degli atomi e dei nuclei (con S. Bernardini), Zanichelli Editore, Bologna, 1965.
- Fisica e strumenti matematici. Argomenti di fisica superiore, Editori Riuniti, Roma, 1979.
- Lezioni di fisica (con S. Tamburini), Editori Riuniti, Roma, 1981 (testo scolastico).
- La fisica e la struttura della materia (a cura di), Editori Riuniti, Roma, 1982.
- La fisica del nucleo. Stelle di neutroni (con C. Guaraldo), Editori Riuniti, Roma, 1982.
- Relatività speciale. Problemi fisici nello spazio-tempo di Einstein, La Nuova Italia Scientifica, Firenze, 1991 (con successive edizioni).
- Metodi matematici della fisica (con O. Ragnisco e P.M. Santini), La Nuova Italia Scientifica, Firenze, 1993 (con successive edizioni).
- Conoscere Fermi nel centenario della nascita (curato assieme a L. Bonolis), Edizioni scientifiche della SIF/Editrice Compositori, Bologna, 2002 (con traduzione inglese per i tipi della Springer-Verlag, 2004).

### Testi non specialistici
- L'offerta di Mefistofele, Edizioni Dedalo, Bari, 1980.
- Idee per il governo. La ricerca scientifica, Editori Laterza, Roma-Bari, 1995.
- La fisica nella cultura italiana del Novecento, Editori Laterza, Roma-Bari, 1999.
- Contare e raccontare. Dialogo sulle due culture (con Tullio De Mauro), Editori Laterza, Roma-Bari, 2003.
- Fisici italiani del tempo presente: storie di vita e di pensiero(con Luisa Bonolis), Marsilio Editore, Venezia, 2003.
- Le idee geniali. Brevi storie di scienziati eccellenti (con Silvia Tamburini), Edizioni Dedalo, Bari, 2005.
- Che cos'è una legge fisica, Editori Riuniti, Roma, 2006.
- Fisica vissuta, Codice Edizioni, Torino, 2006.
- Prima lezione di fisica, Editori Laterza, Roma-Bari, 2007.
- Il cervello del paese. Che cosa è o dovrebbe essere l'Università, Mondadori Università, Milano, 2008.
- Incubi diurni. Essere scienziati e laici, nonostante tutto, Editori Laterza, Roma-Bari, 2010.
- La probabilità fa al caso nostro. Le leggi del caso (con Silvia Tamburini), Carocci, Roma, 2014.

## Premi
- Premio Colombe d'Oro per la Pace da parte dell'Istituto di Ricerche Internazionali Archivio Disarmo (1986). [5]